# João Póvoa Marinheiro
João Póvoa Marinheiro (Oeiras, 18 de março de 1993) é um jornalista, moderador e pivô português. Desde junho de 2024 conduz o CNN Prime Time, o noticiário de horário nobre da CNN Portugal.

## Vida pessoal
João Póvoa Marinheiro licenciou-se em Comunicação Social e Cultural pela Faculdade de Ciências Humanas da Universidade Católica Portuguesa e tem uma pós-gradação em Ciência Política e Relações Internacionais pela Universidade Nova de Lisboa. Desde 2021, mantém uma relação com a também jornalista Nelma Serpa Pinto.

## Carreira profissional
Estagiou na TVI em 2014 durante seis meses, seguindo depois para uma experiência na Comissão Europeia, em Bruxelas. Voltou à estação TVI em 2015 e é pivô desde 2017, tendo-se estreado no Diário da Manhã, o jornal matutino do canal generalista da estação.
Entre 2019 e 2020 foi o apresentador do Jornal da Uma, as notícias da hora de almoço da TVI. A partir de janeiro de 2021, conduziu o noticiário da noite da extinta TVI24, Noite24, ao lado de Carla Moita. Em novembro de 2021, com o desaparecimento da TVI24 e a entrada em funcionamento da CNN Portugal, tornou-se o pivô do CNN Fim de Tarde. Em junho de 2024, deixou o noticiário da tarde e passou para o noticiário central da estação, 
o CNN Prime Time. Em 2022 e 2024, moderou os debates das eleições legislativas portuguesas.
Em setembro de 2022, foi enviado especial ao funeral da Rainha Isabel II em Londres, e em 2023 foi à Ucrânia para a cobertura da guerra.
Foi apresentador do podcast Globalistas juntamente com Filipe Caetano.